# Яков Ворагински
Яков Ворагински (на латински: Jacobus de Voragine) е италиански духовник и писател.

## Живот
Роден е около 1228 година в Генуа. В ранна възраст се присъединява към Доминиканския орден и работи в различни места в Северна Италия като проповедник и учител. През този период съставя „Златната легенда“, агиографски сборник за основните католически светци, който през следващите столетия се ползва с голяма популярност из цяла Западна Европа.
От 1267 до 1286 година Яков е провинциал на Доминиканския орден в Ломбардия, а от 1292 година е архиепископ на Генуа.
Яков Ворагински умира през юли 1298 година в Генуа. Католическата църква го почита като блажен и отбелязва паметта му на 13 юли.